# Gran Turismo (album)
Gran Turismo je album The Cardigansa iz 1998. godine.

## Podaci
Album je snimljen pod palicom Rogera Jonssona u CD-Plant studiju u Malmöu, Švedska, a produkciju izvršenu u Country Hell studijima u Skurupu, Švedska, potpisuju Tore Johansson i Lars Göransson. 
Dizajn omota djelo je Martina Rencka, a fotografije je snimio Peter Gehrke.

## Popis skladbi
Sve je pjesme napisao Peter Svensson, osim "Nil", koju je napisao Lars-Olof Johansson.
1. Paralyzed
2. Erase/Rewind
3. Explode
4. Starter
5. Hanging Around
6. Higher
7. Marvel Hill
8. My Favourite Game
9. Do You Believe
10. Junk of the Hearts
11. Nil

## Singlovi
S "Gran Turisma" skinuta su tri singla i dva EP albuma:

### Singlovi
- "My Favourite Game"
- "Erase/Rewind"
- "Hanging Around"

### EP-izdanja
- "Rewind Live" (5 živih izvedbi skladbi s "Gran Turisma")
- "Gran Turismo Overdrive" (5 skladbi s "Gran Turisma" koje je remiksirao švedski DJ Nåid)

## Vanjske poveznice
- Službena web-stranica sastava
- Podstranica službene web-stranice sastava posvećena ovom albumu  Arhivirana inačica izvorne stranice od 23. veljače 2005. (Wayback Machine)